# Paraoa
Paraoa également appelé Tohora ou Hariri, est un atoll situé dans l'archipel des Tuamotu en Polynésie française.

## Géographie
Paraoa est situé à 53 km à l'est de Manuhangi, l'île la plus proche, à 185 km au sud d'Hao et à 900 km à l'est de Tahiti. C'est un petit atoll de forme ovale de 8,5 km de longueur et 5,5 km de largeur maximales pour une surface de 4 km2 de terres émergées. Son lagon de 14 km2 est dépourvu de passe de communication avec l'océan.
Paraoa est administrativement rattaché à la commune de Hao. L'atoll n'est pas habité de manière permanente.

## Histoire
La première mention faite par un Européen de l'atoll a été faite par le marin anglais Samuel Wallis qui l'aborde le 11 juin 1767 et le nomme Gloucester. C'est ensuite le navigateur britannique Frederick Beechey qui le visite le 22 janvier 1826.
Au milieu du XIXe siècle, Paraoa devient un territoire français habité de manière temporaire par des populations polynésiennes.

## Économie
Paraoa est très ponctuellement visité (en raison de son isolement) par les habitants de Hao pour l'exploitation de sa cocoteraie, principalement située au nord-ouest, pour la production de coprah.